# Antidesma rufescens
Antidesma rufescens är en emblikaväxtart som beskrevs av Louis René Tulasne. Antidesma rufescens ingår i släktet Antidesma och familjen emblikaväxter. Inga underarter finns listade i Catalogue of Life.